# Intuitivismo

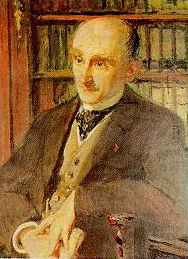
Henri Bergson, uno de los principales representantes del intuitivismo.

En filosofía, el intuitivismo es una corriente idealista que alcanzó gran influencia en la filosofía burguesa de la época imperialista.
El intuitivismo contrapone al conocimiento racional la "aprehensión" directa de la realidad mediante la intuición, la cual es concebida como una facultad especial de la conciencia, facultad no reducible a la experiencia sensorial ni al pensar discursivo. El intuitivismo es directamente afín al misticismo. Entre sus representantes figuran filósofos, tales como Henri Bergson, Nikolái Loski, Charlie Broad y Nicholas Roerich.